# Sara Fanta Traore
Sara Fanta Traore (født 12. januar 1992 i København) er en dansk skuespiller, der blandt andet har medvirket som Petrine i Viften  i 2023. For denne rolle blev hun nomineret til to forskellige Bodilpriser. I 2025 medvirker hun som politibetjenten Aicha i tv-serien Reservatet på Netflix.
Hun har også spillet på Det Kongelige Teater som Beatrice i forestillingen Tjener for to herrer.

## Levnedsløb
Sara Fanta Traore voksede op på Amager med sine to forældre og to ældre søskende. Hun spillede teater allerede som barn.
Traore er uddannet fra Den Danske Scenekunstskole i København i 2019. Derefter har hun været tilknyttet ensemblet ved Mungo Park.

## Roller

### TV
- Min kamp - sygeplejerske (tre episoder)
- Bag enhver mand (2023) - Lise (syv episoder)
- Sygeplejersken (2023) - Trine (tre episoder)
- Reservatet (2025) - Aicha

### Film
- Klienten (2022) - Johanne
- Viften (2023) - Petrine
- Mugge & Super Happy (2025) - citronen (stemme)

## Hæder
I 2024 var Traore nomineret til såvel Bodilprisen for bedste kvindelige birolle som Bodilprisens Talentpris for sin rolle som Petrine i Viften.